# Kunstjahr 1937
Liste der Kunstjahre

1934 | 1935 | 1936 | Kunstjahr 1937 | 1938 | 1939 | 1940 | 1941 | ►

Weitere Ereignisse
Dieser Artikel behandelt das  Kunstjahr 1937.

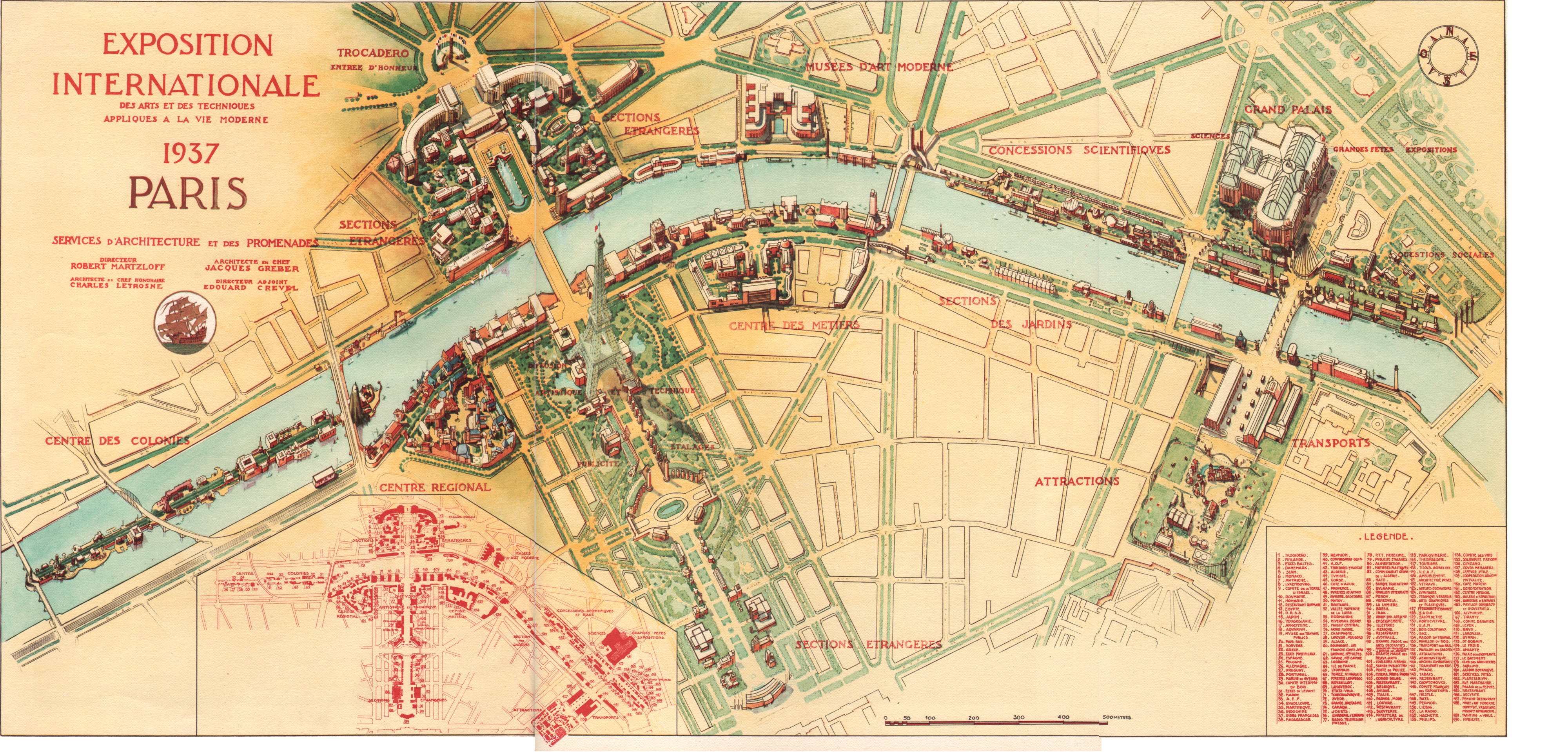
Lageplan der Pariser Weltausstellung: 190 Pavillons, zusammengefasst in Abteilungen, waren zwischen der Spitze der Île aux Cygnes und der Place de la Concorde beiderseits der Seine angeordnet. Der Hauptzugang (Porte d’Honneur) erfolgte vom Trocadéro. Zusätzliche Standorte befanden sich auf dem Boulevard Kellermann, bei der Porte de Saint-Cloud und der Porte Maillot; sie waren mit Straßenbahnlinien angebunden (Archiv der Zeitschrift L’Illustration)

## Ereignisse

### Weltfachausstellung in Paris

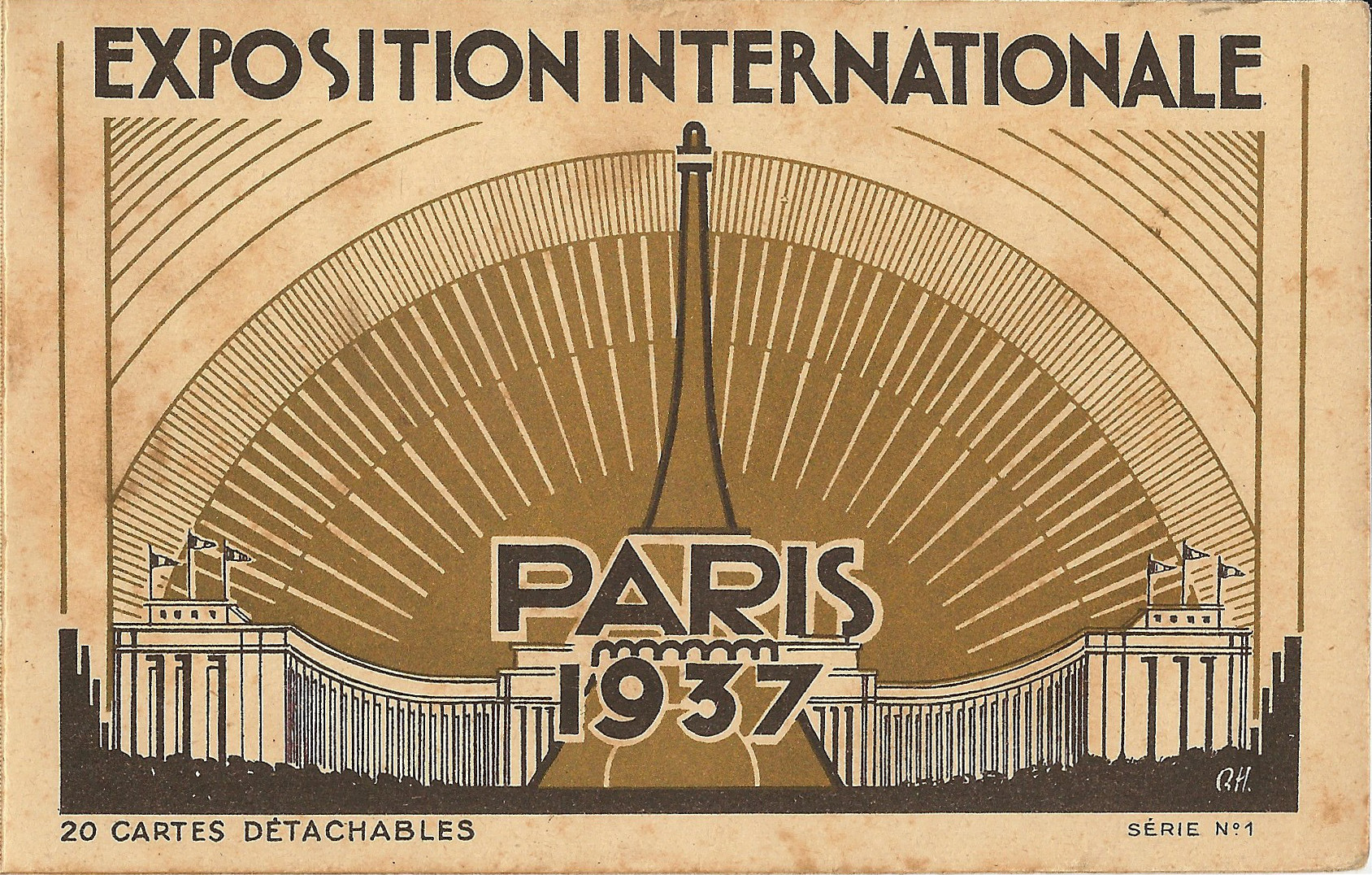
Postkarte der Expo

- 25. Mai bis 25. November: In Paris findet die Weltfachausstellung 1937 statt. Die Ausstellungsfläche beträgt 101 Hektar und umfasst den Champ de Mars, den Trocadéro und das Seineufer. Die Ausstellung wird von 34 Millionen Menschen besucht. Die täglich von 9 bis 24 Uhr geöffnete Ausstellung ist dem Thema Kunst und Technik im modernen Leben gewidmet. Aus diesem Anlass wird das Palais du Trocadéro zum Palais de Chaillot umgebaut und das Museum für Vorgeschichte und Anthropologie (Musée de l’Homme) gegründet. Am 24. Mai werden auch im nahe gelegenen Palais de Tokyo das staatliche und das kommunale Museum moderner Kunst (Palais des Musées d’Art Moderne) eröffnet. Zahlreiche Festlichkeiten und Veranstaltungen ergänzen die Ausstellung. Es werden viele Goldmedaillen vergeben, unter anderem an Boris Michailowitsch Iofan, Anna Mahler, Marija Prymatschenko, Leni Riefenstahl, Lucien Simon, Albert Speer und Wilhelm Stoll.

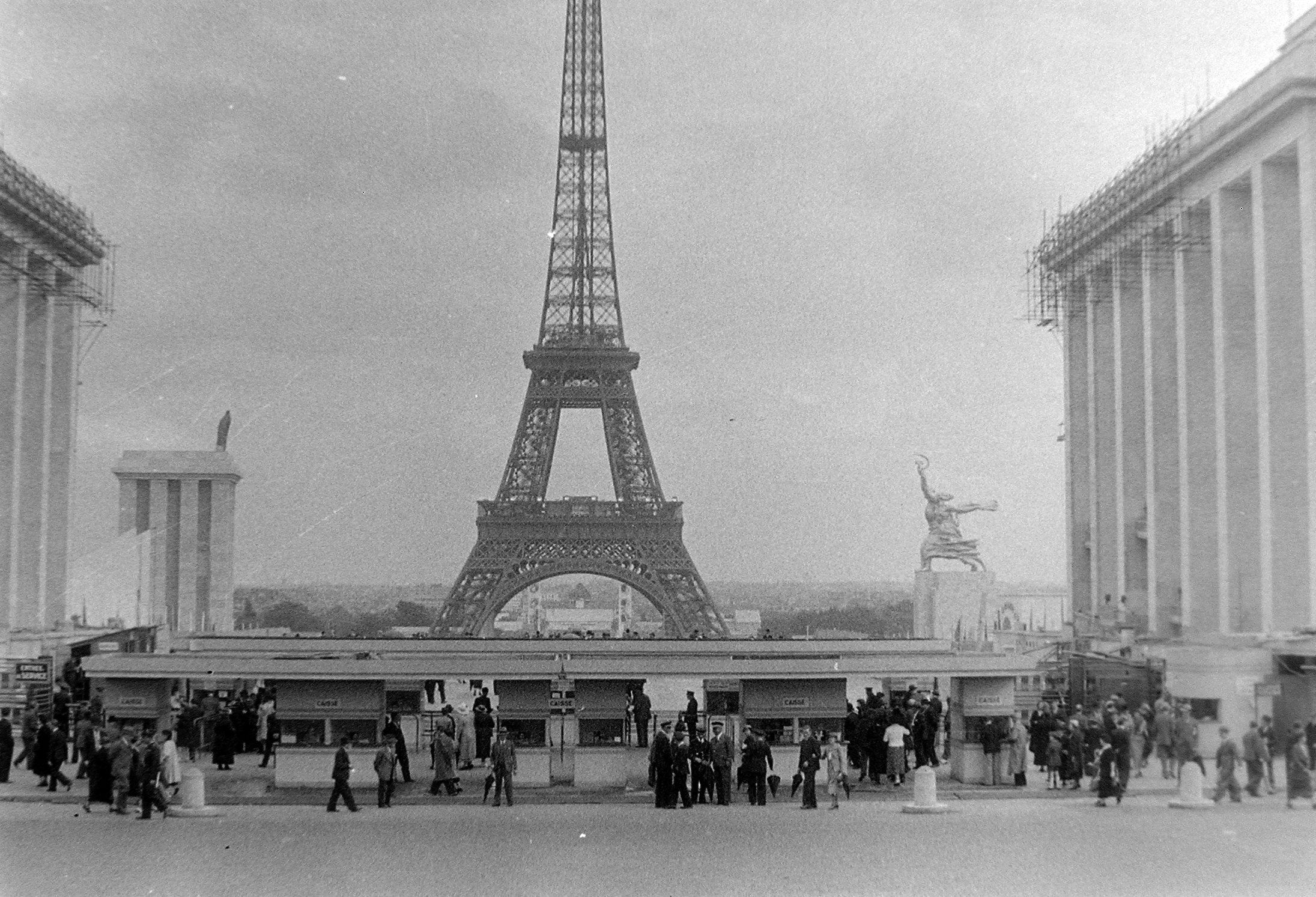
Paris während der Weltausstellung: rechts der Pavillon der Sowjetunion mit der Plastik, links gegenüber der Pavillon des Deutschen Reiches

- Auf dem sowjetischen Pavillon der Weltausstellung in Paris befindet sich die Skulptur Arbeiter und Kolchosbäuerin von Wera Muchina im Stil des Sozialistischen Realismus. Nach der Ausstellung wird sie nach Moskau gebracht.
- Der US-amerikanische Bildhauer Alexander Calder baut für den spanischen Pavillon einen Quecksilberspringbrunnen zum Gedenken an die Todesopfer des Quecksilberabbaus.
- Im norwegischen Pavillon verarbeitet Hannah Ryggen die italienische Invasion in Äthiopien und den vergeblichen Appell des äthiopischen Kaisers Haile Selassies an den Völkerbund auf einem gewebten Wandteppich. Um die Italiener nicht zu brüskieren, wird ein Teil des Exponats Etiopia zensiert.

- Nach dem Luftangriff auf Gernika am 26. April malt Pablo Picasso für die Weltausstellung in Paris das Gemälde Guernica. Das Bild wird am 12. Juli im spanischen Pavillon enthüllt.

### Architektur
- 28. April: Nach vierjähriger Bauzeit wird die Golden Gate Bridge bei San Francisco fertiggestellt.
- Juni: Der im Stil des Art déco errichtete Zentralmarkt in Phnom Penh wird fertiggestellt.
- Die Streamline-Moderne, ein später Zweig des Art déco, erlebt ihren Höhepunkt.
- Das im typischen Stil des italienischen Faschismus erbaute Postgebäude in Tarent wird nach zweijähriger Bauzeit fertiggestellt.

### Bildhauerei
- Käthe Kollwitz beginnt mit der Arbeit an der Plastik Mutter mit totem Sohn, die ihrem im Krieg gefallenen Sohn Peter Kollwitz gewidmet ist.

### Malerei
- Salvador Dalí fertigt unter anderem die Gemälde Die Metamorphose des Narziss, Das Rätsel Hitlers, Die Erfindung des Ungeheuers und Schwäne spiegeln Elefanten.
- Max Ernst malt den Hausengel unter dem Eindruck des Spanischen Bürgerkriegs.

Paul Klee: Revolution des Viadukts, 1937, Hamburger Kunsthalle

- Paul Klee malt unter dem Eindruck des Faschismus die Revolution des Viadukts.
- René Magritte malt die Werke La Reproduction interdite, Hegels Ferien: Der Therapeut und Das rote Modell.
- Joan Miró malt in Paris das Stillleben mit altem Schuh.

### Museen und Ausstellungen
- 8. Mai: In Düsseldorf wird die Reichsausstellung Schaffendes Volk eröffnet. Darin werden neben „neuer deutscher Kunst“ auch „neues deutsches Wohnen“ und „neues deutsches Arbeiten“ vorgeführt. In Düsseldorf entsteht mit der Ausstellung ein völlig neuer Stadtteil, von dem heute nur noch der Nordpark erhalten ist.

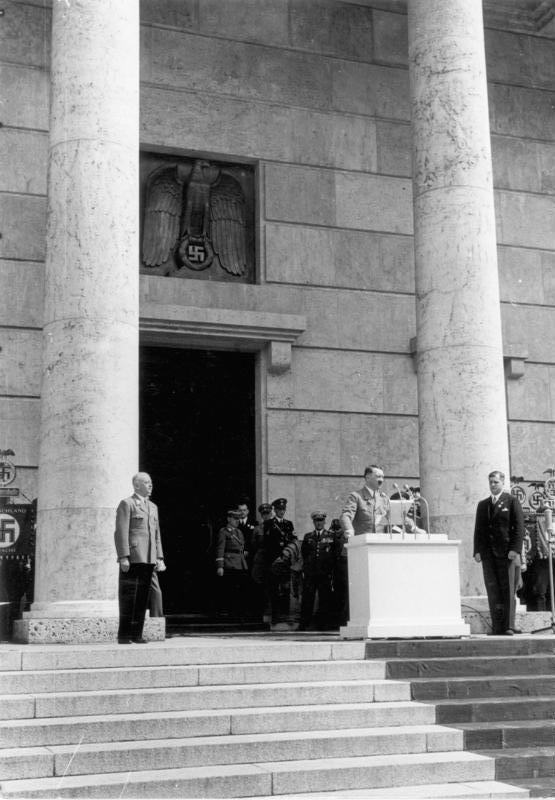
Adolf Hitler während seiner Ansprache zur Eröffnung der 1. Großen Deutschen Kunstausstellung

- 18. Juli: In München wird das von Paul Ludwig Troost entworfene und von seiner Witwe Gerdy Troost unter Mithilfe von Leonhard Gall verwirklichte Haus der Deutschen Kunst eröffnet. Die darin gezeigte Große Deutsche Kunstausstellung ist als Verkaufsausstellung konzipiert und repräsentativ für die Kunst im Nationalsozialismus.
- 19. Juli: Die nationalsozialistische Propagandaausstellung Entartete Kunst wird in München eröffnet. Sie dauert bis November und wird anschließend als Wanderausstellung in mehreren Städten gezeigt. Die Ausstellung gehört mit der am 8. November eröffneten Ausstellung Der ewige Jude zum Zyklus der „Schandausstellungen“.

Einige Werke der Ausstellung „Entartete Kunst“
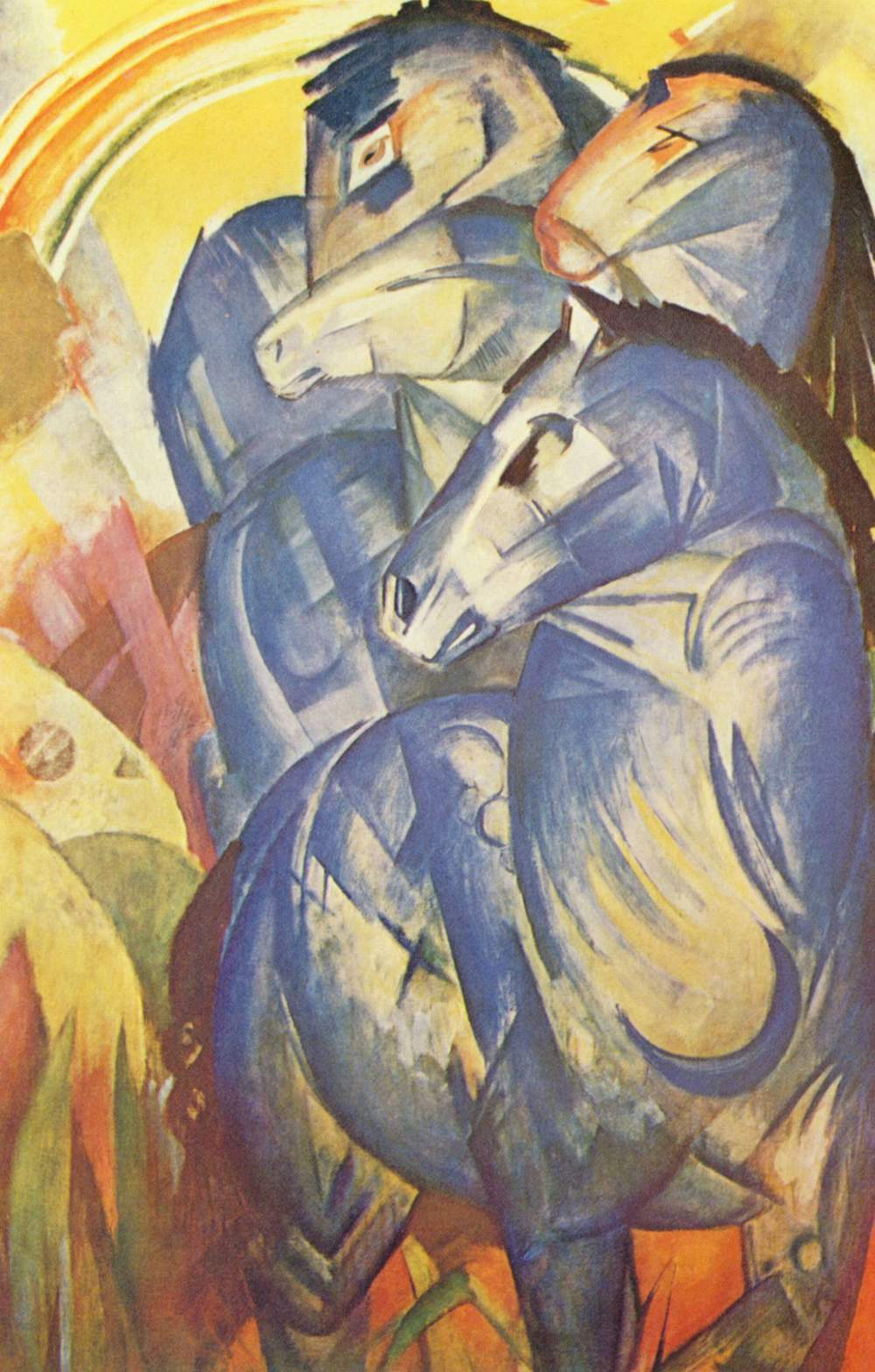
Der Turm der blauen Pferde von Franz Marc, 1913
Drei Frauen von Otto Mueller, 1915
Sumpflegende von Paul Klee, 1919
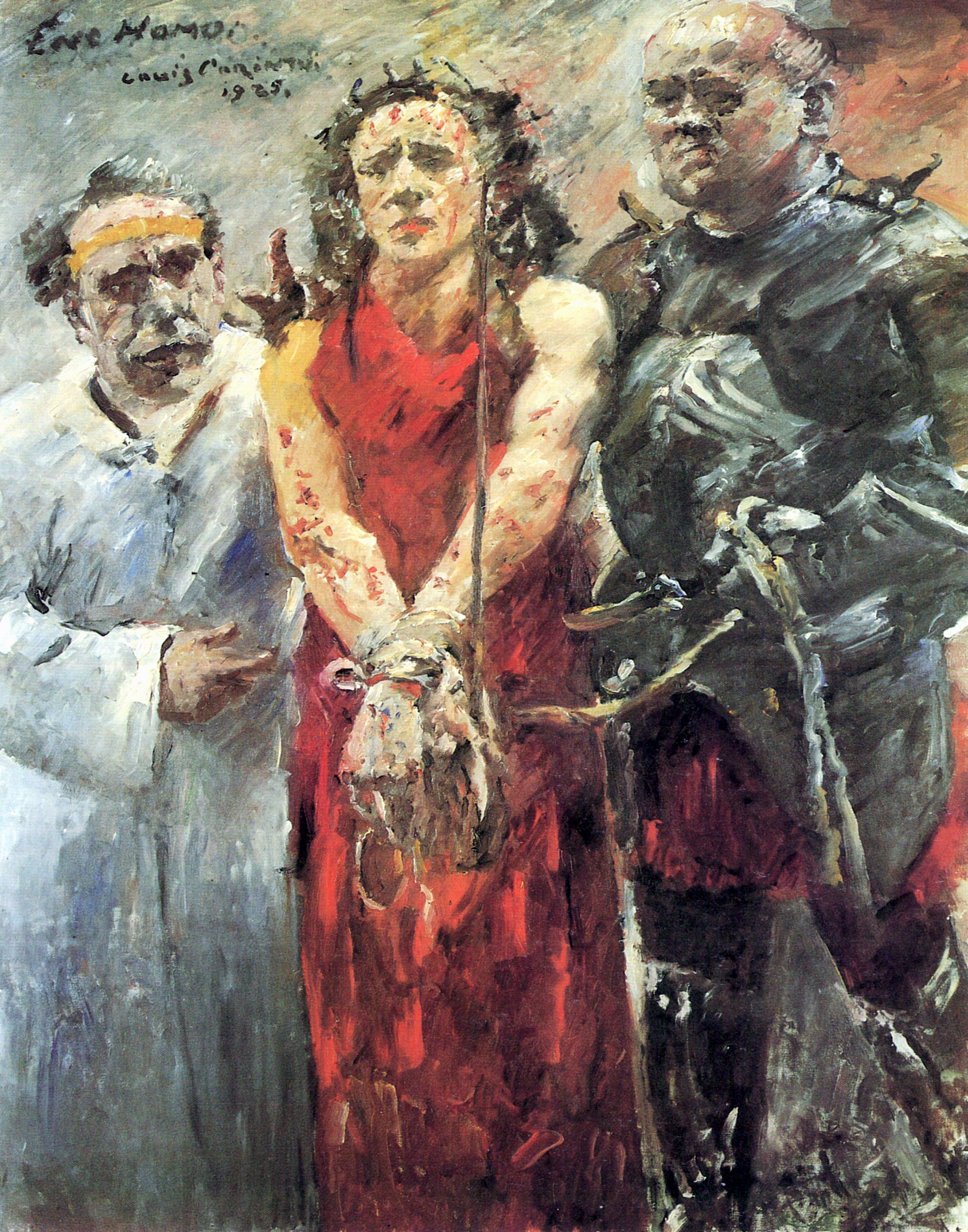
Ecce Homo von Lovis Corinth, 1925

- Das Doerner Institut zur Betreuung der Bestände der Bayerischen Staatsgemäldesammlungen wird gegründet.
- Die Solomon R. Guggenheim Foundation wird vom US-amerikanischen Kunstmäzen Solomon R. Guggenheim und der deutschen Malerin Hilla von Rebay gestiftet.

### Preisverleihungen
- 30. Januar: Als Reaktion auf die Vergabe des Friedensnobelpreises an Carl von Ossietzky stiftet Adolf Hitler den Deutschen Nationalpreis für Kunst und Wissenschaft. Gleichzeitig wird allen Deutschen „für alle Zukunft“ untersagt, einen Nobelpreis anzunehmen. Die Entwürfe der Urkunden von Gerdy Troost werden am 7. Dezember vorgelegt. Die Verkündung der ersten Preisträger erfolgt bereits drei Monate früher, am 7. September.

### Sonstiges
- 8. März: Der römische Tempelschatz von Mauer an der Url wird entdeckt.

Vater und Sohn, die letzte Bildergeschichte: Abschied (Das größte Abenteuer)

- Dezember: Nach drei Jahren erscheint in der Berliner Illustrirten Zeitung im Ullstein Verlag die letzte Folge der Bildergeschichten Vater und Sohn von Erich Ohser alias e.o.plauen.
- In Mexiko wird Taller de Gráfica Popular gegründet, ein Zusammenschluss internationaler Künstler.

## Geboren

### Januar bis März
- 02. Januar: Reinhold Wittig, deutscher Geologe, Künstler und Spieleautor
- 14. Januar: Horst Becking, deutscher Maler
- 16. Januar: Klaus Ensikat, deutscher Grafiker und Illustrator
- 18. Januar: Hans Hödl, österreichischer Bergsteiger und Fotograf
- 22. Januar: Ludwig Rotthowe, deutscher Fotograf († 2017)
- 24. Januar: Wilfried Wiegand, deutscher Journalist und Kunsthistoriker
- 25. Januar: Karsten Harries, deutsch-US-amerikanischer Philosoph und Kunsttheoretiker
- 29. Januar: Gerald Ferguson, US-amerikanisch-kanadischer Maler und Konzeptkünstler († 2009)

- 05. Februar: Joachim Schmettau, deutscher Bildhauer
- 11. Februar: Norbert Werner, deutscher Kunsthistoriker († 2019)
- 14. Februar: Mechthild Homberg, deutsche Malerin und Grafikerin († 2025)
- 15. Februar: Gretel Stadler, deutsche Künstlerin
- 23. Februar: Tamis Wever, niederländischer Maler und Theologe († 2004)
- 26. Februar: Eduardo Arroyo, spanischer Maler, Grafiker, Bühnenbildner und Schriftsteller († 2018)

- 01. März: Lore Heuermann, deutsch-österreichische Bildende Künstlerin, Grafikerin und Zeichnerin († 2025)
- 02. März: Melchior Frommel, deutscher Bildender Künstler
- 03. März: Eduard Arkadjewitsch Steinberg, russisch-sowjetischer Maler († 2012)
- 05. März: Kamran Diba, iranischer Architekt und Städteplaner
- 05. März: Peter Sylvester, deutscher Maler und Grafiker († 2007)
- 09. März: Peter Vogel, deutscher Objektkünstler († 2017)
- 15. März: Niele Toroni, Schweizer Maler
- 25. März: Ulf Zimmermann, deutscher Architekt
- 29. März: Christian Tümpel, deutscher Kunsthistoriker († 2009)

### April bis Juni
- 06. April: Richard Heß, deutscher Künstler († 2017)
- 10. April: Reinhard Liess, deutscher Kunsthistoriker
- 10. April: Heiner Zametzer, deutscher Kulturhistoriker und Kulturwissenschaftler († 2006)
- 15. April: Hans Baschang, deutscher Maler, Zeichner und Bildhauer († 2017)
- 17. April: James Licini, Schweizer Bildhauer und Plastiker († 2025)
- 18. April: Barbara Bredow, deutsche Künstlerin
- 18. April: Tim Scott, britischer Bildhauer
- 19. April: Otto Weisser, Schweizer Fotograf
- 21. April: Jorge La Guardia, spanischer Künstler
- 24. April: Francis Bertrand, belgischer Comiczeichner († 1994)
- 29. April: Hiromi Akiyama, japanischer Bildhauer († 2012)

- 02. Mai: Thomas Billhardt, deutscher Fotograf und Publizist († 2025)
- 02. Mai: Manfred Hermann, deutscher römisch-katholischer Pfarrer und Kunsthistoriker († 2011)
- 07. Mai: Marco Augusto Quiroa, guatemaltekischer Maler und Schriftsteller († 2004)
- 08. Mai: Robert Adams, US-amerikanischer Fotograf
- 13. Mai: Gottfried Jäger, deutscher Fotograf und Fototheoretiker
- 18. Mai: Peter Herrmann, deutscher Maler

- 04. Juni: Peter Graf, deutscher Maler
- 08. Juni: Josua Reichert, deutscher Drucker, Typograph, Graphiker und Autor
- 23. Juni: Max Uhlig, deutscher Maler
- 25. Juni: Guillaume Lo A Njoe, niederländischer Künstler surinamischer Abstammung
- 30. Juni: Hiltrud Kier, Kunsthistorikerin, Kölner Stadtkonservatorin (Denkmalpflegerin) sowie Generaldirektorin der Museen der Stadt Köln
- 30. Juni: Josep Costa Sobrepera, spanischer Maler

### Juli bis September
- 04. Juli: Hermann Albert, deutscher Maler
- 04. Juli: Hanns H. F. Schmidt, deutscher Schriftsteller, Komponist und Maler († 2019)
- 08. Juli: Shinji Nagashima, japanischer Manga-Zeichner († 2005)
- 09. Juli: David Hockney, britischer Maler, Grafiker, Bühnenbildner und Fotograf
- 20. Juli: Peter Kulka, deutscher Architekt († 2024)
- 24. Juli: Bruno Gronen, deutscher Lichtkünstler
- 24. Juli: Quinlan Terry, britischer Architekt
- 26. Juli: Hélio Oiticica, brasilianischer Künstler († 1980)
- 28. Juli: Ursula Stock, deutsche Bildhauerin, Malern und Zeichnerin

- 03. August: Klaus Peter Cadsky, deutsch-schweizerischer Karikaturist († 2011)
- 27. August: Helmut Otto, deutscher Maler († 2012)
- 29. August: Dieter Kalenbach, deutscher Comiczeichner († 2021)

- 01. September: Dolores Hoffmann, deutsch-estnische Glasmalerin und Restauratorin
- 01. September: Allen Jones, britischer Künstler der Pop-Art
- 11. September: Leif Frimann Anisdahl, norwegischer Graphik-Designer und Briefmarkenkünstler
- 14. September: Renzo Piano, italienischer Architekt
- 30. September: Johannes Grützke, deutscher Maler, Zeichner und Druckgrafiker († 2017)

### Oktober bis Dezember
- 12. Oktober: Martin Warnke, deutscher Kunsthistoriker († 2019)
- 17. Oktober: Josep Vallribera, katalanischer Künstler
- 21. Oktober: William Wiley, US-amerikanischer Maler, Grafiker, Konzeptkünstler und Zeichner († 2021)
- 24. Oktober: Dirk Alvermann, deutscher Photograph, Filmemacher und Schriftsteller
- 27. Oktober: Auke de Vries, niederländischer Bildhauer und Grafiker
- 31. Oktober: Yoshiharu Tsuge, japanischer Manga-Zeichner

- 03. November: F. K. Waechter, deutscher Zeichner und Schriftsteller, Theater- und Filmregisseur († 2005)
- 05. November: Hervé Télémaque, französisch-haitianischer Maler und Graphiker († 2022)
- 08. November: Alexander Tzonis, griechischer Architekturtheoretiker und -kritiker
- 09. November: Stephan Boeder, deutscher Graphiker und Maler († 2018)
- 15. November: Edmund Kieselbach, deutscher Maler, Graphiker, Klang- und Installationskünstler († 2006)

- 05. Dezember: Gerhard Trumler, österreichischer Fotograf († 2025)
- 10. Dezember: Peter Schmidt, deutscher Designer († 2025)
- 13. Dezember: Paul Maar, deutscher Kinderbuchautor, Illustrator, Drehbuch- und Theaterautor
- 13. Dezember: Yvan Pestalozzi, Schweizer Eisenplastiker
- 27. Dezember: Natascha Ungeheuer, deutsche Malerin
- 29. Dezember: Michael Adams, britischer Maler

### Genaues Geburtsdatum unbekannt
- Seiji Kimoto, japanisch-deutscher Bildhauer und Kalligraph
- Nils-Udo Laas, deutscher bildender Künstler
- Ann Wolff, schwedische Künstlerin
- Hossein Zenderoudi, iranischer Maler und Bildhauer
- Ilias Zengelis, griechischer Architekt

## Gestorben
- 14. Februar: Emma Budge, deutsch-amerikanische Kunstsammlerin, Stifterin und Mäzenin (* 1852)
- 2. März: Fritz Witte, deutscher Theologe, Priester und Kunsthistoriker (* 1876)
- 7. März: Waldemar Titzenthaler, deutscher Fotograf (* 1869)
- 9. März: Alfred Flechtheim, deutscher Kunsthändler, Kunstsammler, Publizist und Verleger (* 1878)
- 16. März: Léopold-Émile Reutlinger, deutsch-französischer Photograph (* 1863)
- 24. März: Annemarie Heise, deutsche Malerin und Grafikerin (* 1886)
- 31. März: Djo-Bourgeois, französischer Architekt und Künstler des Art déco (* 1898)

- 11. April: Luigi Brizzolara, italienischer Bildhauer (* 1868)
- 28. April: Paul Sültenfuß, deutscher Architekt (* 1872)
- 1. Mai: Karl Hanns Taeger, deutscher Maler (* 1856)

- 4. Juli: Josef Dirnberger, österreichischer Bildhauer und Politiker (* 1872)
- 7. Juli: Walter Martens, deutscher Architekt (* 1860)
- 13. Juli: Victor Laloux, französischer Architekt (* 1850)
- 13. Juli: Mychajlo Bojtschuk, ukrainischer Künstler und Maler der „hingerichteten Wiedergeburt“ (* 1882)
- 26. Juli: Gerta Taro, deutsche Fotografin (* 1910)

- 11. August: Richard König, deutscher Bildhauer (* 1863)
- 28. August: Frederick Burr Opper, US-amerikanischer Comiczeichner und Illustrator (* 1857)

- 5. September: Carlo Pellegrini, italienischer Maler, Zeichner und Illustrator (* 1866)
- 22. September: Paul Peterich, deutscher Bildhauer (* 1864)

- 14. November: Carl Duxa, österreichischer Maler (* 1871)
- 21. November: Henri Cain, französischer Librettist und Maler (* 1857)

- 8. Dezember: Pawel Alexandrowitsch Florenski, russischer Kunstwissenschaftler, Religionsphilosoph, Theologe und Mathematiker, Opfer der stalinschen Säuberungen (* 1882)
- 11. Dezember: Sofija Nalepynska-Bojtschuk, ukrainische Künstlerin der „hingerichteten Wiedergeburt“ (* 1884)
- 22. Dezember: Violet Manners, Duchess of Rutland, britische Kunstmäzenin und Künstlerin (* 1856)
- 31. Dezember: Willibald Leo von Lütgendorff-Leinburg, deutscher Historien- und Genremaler, Kunsthistoriker und Museumsdirektor (* 1856)